# Breckin Meyer
Breckin Meyer, (Minneapolis, 7 de maio de 1974) é um ator, escritor e produtor americano.

## Biografia
Meyer nasceu em Minneapolis, Minnesota, ele é filho de Dorothy Ann, uma antiga agente de viagens e microbiologista, e de Christopher William Meyer, um consultor. Filho de pais divorciados, ele morou na Califórnia, Texas, Virgínia Ocidental e Nova Jersey.
Iniciou sua carreira no cinema em 1991, no filme Pesadelo Final: A Morte de Freddy interpretando o papel de Spencer. Posteriormente fez os filmes As Patricinhas de Beverly Hills em 1995, Caindo na Estrada em 2000, Tá Todo Mundo Louco! em 2001, A Hora da Virada em 2005, protagonizou a série Married to the Kellys em 2003, além da participação nas séries de televisão Anos Incríveis, House, M.D e Heroes, em 2008.

## Filmografia
- 1991 - Pesadelo Final: A Morte de Freddy
- 1995 - As Patricinhas de Beverly Hills
- 1995 - O Troco
- 1996 - Jovens Bruxas
- 1996 - Fuga de Los Angeles
- 1997 - Prefontaine - Um Nome sem Limites
- 1997 - Touch
- 1998 - Dancer, Texas
- 1998 - Mal Posso Esperar (não-creditado)
- 1998 - 54
- 1999 - Go
- 1999 - O Informante
- 1999 - Quatro por Quatro
- 2000 - Caindo na Estrada
- 2001 - Josie e as Gatinhas
- 2001 - Inside Schwartz (série de TV)
- 2001 - Tá Todo Mundo Louco!
- 2001 - Kate & Leopold
- 2002 - Pinocchio como voz do Pinóquio em inglês
- 2003 - Married to the Kellys (série de TV)
- 2004 - Garfield - O Filme
- 2004 - Blast
- 2005 - Herbie - Meu Fusca Turbinado
- 2005 - A Hora da Virada
- 2006 - Onde Tudo Acontece
- 2006 - Garfield 2
- 2006 - Ted's MBA (ou Corporate Affairs)
- 2007 - Blue State
- 2008 - Stag Night
- 2008 - House, M.D. (série de TV)
- 2008 - Heroes (série de TV) como Frack
- 2009 - Minhas Adoráveis Ex-Namoradas
- 2009 - Titan Maximum
- 2009 - Um Crime Nada Perfeito
- 2011 - Franklin & Bash (série de TV)